# Comstar
Comstar est une famille de quatre satellites de télécommunications américains circulant en orbite géostationnaire  développés par COMSAT pour répondre aux besoins des télécommunications téléphoniques domestiques longue distance des États-Unis, une activité en forte croissance à l'époque. Les quatre satellites sont lancés entre 1976 et 1981. 

## Historique
L'opérateur de satellites américain COMSAT, qui jouait un rôle majeur en tant qu'opérateur principal des satellites de télécommunications internationales de l'organisation Intelsat voit l'importance de son rôle réduit au début des années 1970 à la suite de décisions prises par les autorités américaines de régulation des télécommunications. Il décide alors de diversifier ses activités en s'attaquant le marché des communications téléphoniques domestiques longue distance en forte croissance. Ce nouveau marché a été ouvert au Canada avec le satellite Anik A1 lancé en 1972 et aux États-Unis ave le satellite Westar-1 lancé en 1974. Il commande deux satellites de télécommunications à la société Hughes Aircraft pour le compte des opérateurs téléphoniques American Telephone and Telegraph et General Telephone and Electronics (en). Les satellites sont placés en orbite géostationnaire en 1976. Deux autres satellites sont commandés puis lancés respectivement en 1978 et 1981. Malgré le succès technique, COMSAT ne parviendra pas à percer sur le marché des communications domestiques par satellite.

## Caractéristiques techniques

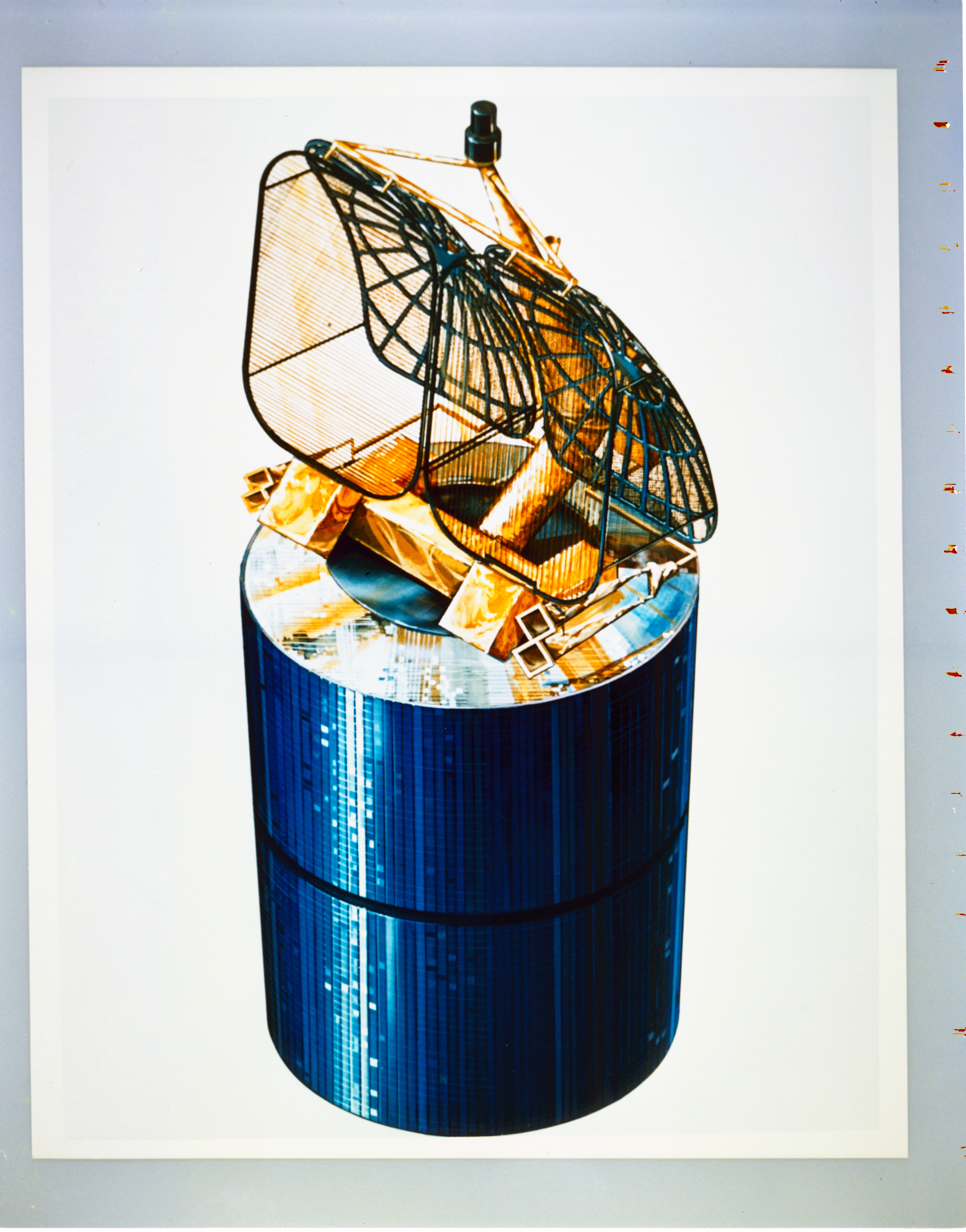
Vue d'un satellite Comstar I en avril 1976.

Chaque satellite a une masse au lancement de 1 516 kg et une masse en orbite (une fois le moteur d'apogée utilisé) de 792 kg. Le satellite de forme cylindrique est surmonté d'antennes qui lui donne une hauteur hors tout de 6,34 mètres pour un diamètre de 2,38 mètres. À l'époque de leur conception la stabilisation 3 axes est mal maitrisée, aussi les satellites Comstar sont spinnés. La partie verticale du cylindre est recouverte de 17000 cellules solaires fournissant 760 watts. La charge utile est constituée de 24 transpondeurs fonctionnant en bande C (4 et 6 GHz) permettant la gestion de 18000 appels téléphoniques simultanés et permettant de connecter des utilisateurs situés sur l'ensemble du territoire américain de l'archipel de Hawaï à Puerto Rico ainsi que l'Alaska. Le recours à la polarisation du signal radio, une première, permettait de doubler la capacité de chaque satellite. Les satellites emportent également un matériel de télécommunications expérimental utilisant les fréquences 19  et   28 GHz

## Historique des lancements
| Satellite                               | Date de lancement | Latitude | Couverture | Lanceur            | Identifiant Cospar | Statut                     |
| --------------------------------------- | ----------------- | -------- | ---------- | ------------------ | ------------------ | -------------------------- |
| Comstar 1A (D1)                         | 13 mai 1976       |          |            | Atlas-Centaur-D1AR | 1976-042A          | Retiré du service fin 1984 |
| Comstar 1B (D2)                         | 22 juillet 1976   | 76,6°O   |            | Atlas-Centaur-D1AR | 1976-073A          | Retiré du service en 1993  |
| Comstar 1C (D3)                         | 29 juin 1978      |          |            | Atlas-Centaur-D1AR | 1978-068A          | Retiré du service fin 1986 |
| Comstar 1D (D4) → Parallax 1 → Esiafi 1 | 21 février 1981   | 75,4°O   |            | Atlas-Centaur-D1AR | 1981-018A          | Retiré du service en 1998  |

## Voir  aussi